# Citroën-Kégresse P17
Die Citroën-Kégresse P17  war ein von Adolphe Kégresse entwickeltes Halbkettenfahrzeug, das 1929 von der französischen Armee als Zugmaschine für das 75-mm-Feldgeschütz eingeführt wurde.

## Geschichte
Nach den erfolgreichen Versuchen mit der „Citroën-Kégresse P10“ im Jahre 1928/29 entschied die französische Armee, eine gegenüber der Citroën-Kégresse P10 verbesserte Zugmaschine einzuführen, bei der vor allem die Motorleistung erhöht werden sollte.
Hergestellt wurde die Zugmaschine von 1929 bis 1934 in mehreren Varianten, die sich vor allem von ihren jeweiligen Vorgängern durch einen stärkeren Motor unterschieden. Sie wurden in erster Linie den Feldartillerieregimentern als Zugmaschinen zugeteilt. Jede Batterie erhielt üblicherweise 10 Zugmaschinen: je eine für die vier Geschütze, und je eine für die insgesamt sechs Munitionsprotzen. Ab 1935 löste das Nachfolgemodell Citroën-Kégresse P107 den Citroën-Kégresse P17 in der Produktion ab.
Insgesamt wurden von den verschiedenen Varianten wohl ca. 1700 Stück gebaut (etwa 1600 für die französische, ca. 100 für sonstige Armeen), von denen sich beim Ausbruch des Zweiten Weltkrieges noch 1.442 Zugmaschinen im Truppengebrauch der französischen Armee befanden.

## Varianten

### P17A
Diese erste Variante hatte den Motor des Citroën C4 (4 Zylinder, Bohrung × Hub 72×100 mm, 1628 cm³, die Motorleistung allerdings von 30 auf 26 PS gedrosselt). Ausweislich der vergebenen Fahrgestellnummern entstanden ab 1929 von dieser Variante über 600 Stück. Neben den im Mutterland stationierten Artillerieeinheiten dienten P17A auch in den Kolonien, so in der Levante und in Senegal.

### P17B
Diese Variante löste 1931 den Vorgänger in der Produktion ab. Der Motor hatte jetzt eine auf 75 mm vergrößerte Bohrung, maß infolgedessen 1767 cm³ und leistete 28 PS. Im November 1933 zählte man in den Arsenalen der französischen Armee 198 Zugmaschinen des Typs P17B.

### P17C
Diese Variante unterschied sich vom Vorgänger durch einen etwas anderen Schnitt der vorderen Kotflügel. Sie war in Produktion seit Mitte 1932. Leider ist diese Variante im Bestandsverzeichnis aus dem November 1933 nicht aufgeführt, sodass keine Angaben über die gebaute Anzahl gemacht werden können – oder sind sie in den oben erwähnten 198 P17B enthalten?

### P17D
Der P17D löste seinen Vorgänger im Laufe des Jahres 1933 in der Produktion ab. Äußerlich ist die Variante an den schrägen rückwärtigen Einstiegsholmen der Fahrerkabine zu erkennen – die der Vorgänger waren senkrecht. Bei gleichem Hubraum war die Leistung auf 35 PS gesteigert worden. Das Bestandsverzeichnis vom November 1933 nennt 129 Zugmaschinen des Typs P17D.

### P17E
Von dieser letzten Variante, gebaut 1933 bis Anfang 1934, wurden genau 638 Stück hergestellt, davon 72 im Jahr 1934. Bei gleichbleibendem Hubraum wurde die Leistung erneut – jetzt auf 37 PS – gesteigert.

### Sonstige Verwendung in den französischen Streitkräften
Außer als Zugkraftwagen für die 75-mm-Feldkanone wurde das Fahrzeug noch für verschiedene andere Zwecke in geringem Umfang verwendet:
- Etwa 40 Stück liefen als geländegängige vier- oder sechssitzige PKW (VLTT = voiture legere tous terrains)[12].
- Einige wurden zu Funkkraftwagen umgebaut und als solche in den Nachrichtenzügen von Panzerbataillonen verwendet[13].
- Ebenso gab es Varianten als geländegängige Nachrichtenfahrzeuge für Artillerie und Pioniere[14].
- 24 Stück wurden mit einer Ladepritsche gebaut und dienten als geländegängige Versorgungsfahrzeuge in Panzerbataillonen[15].
- 1929 bestellte die Luftwaffe 60 P17A als Flugzeugschlepper, in der Folgezeit erhielten diese Fahrzeuge verschiedenste Aufbauten[16].
- Um die Zeit bis zur Lieferung der hierfür vorgesehenen Zugmaschine SOMUA MCJ zu überbrücken, wurden einige Panzerabwehrbatterien bei Kriegsausbruch 1939 behelfsmäßig mit Citroën-Kégresse P17 ausgerüstet, um die Canon antichar de 47 mm modèle 1937 zu ziehen[17].
- In gleicher Weise dienten Citroën-Kégresse P17 als behelfsmäßige Zugfahrzeuge für die Hotchkiss 25-mm-FlaK, da die hierfür bestellten Hotchkiss W 15 T, später Citroēn W 15 T noch nicht geliefert waren[18]

## Weitere Nutzer
- Dänemark

Die dänische Armee hatte 1923/24 ein Halbkettenfahrzeug des Typs Citroën-Kégresse P1T und zwei des Typs P4T erworben. 1932 wurde ein Citroën-Kégresse P17 erworben, hierbei wurden die älteren drei Fahrzeuge zurück an Citroën in Zahlung gegeben. Beim Citroën-Kégresse P17 wurde über Motormängel geklagt, 1935 erhielt das Fahrzeug einen neuen Motor.
- Deutschland

Die Wehrmacht setzte die nach dem zweiten Waffenstillstand von Compiègne erbeuteten und noch verwendungsfähigen Citroën-Kégresse P17 unter dem Namen Zugkraftwagen Ci 301 (f) für ihre Zwecke ein.
- Österreich

Die Straßenmeisterei Liezen testete Ende 1930 ein Fahrzeug zum Einsatz als Schneepflug am Phyrn-, Schober- und Pötschenpass. Über einen späteren Einsatz ist nichts bekannt.
- Polen

Über 50, wahrscheinlich ca. 70 Fahrzeuge wurden in den 1930er Jahren an die polnische Armee geliefert.
- Portugal

Die portugiesische Armee erhielt einige P17 Artilleriezugmaschinen.
- Vereinigte Staaten

Der technische Dienst der United States Army kaufte 1931 in Frankreich drei P17 und testete sie mit zufriedenstellenden Ergebnissen. Die Firma James Cunningham, Son & Company erwarb die Lizenz der Kégresse und entwickelte 1932 daraus den „Half Track Car T1“. Die Entwicklung wurde aber in der Folgezeit nicht weiter verfolgt, die  US-amerikanischen Halbketten-Schützenpanzer aus dem Zweiten Weltkrieg sind eigene US-amerikanische Entwicklungen.

## Galerie

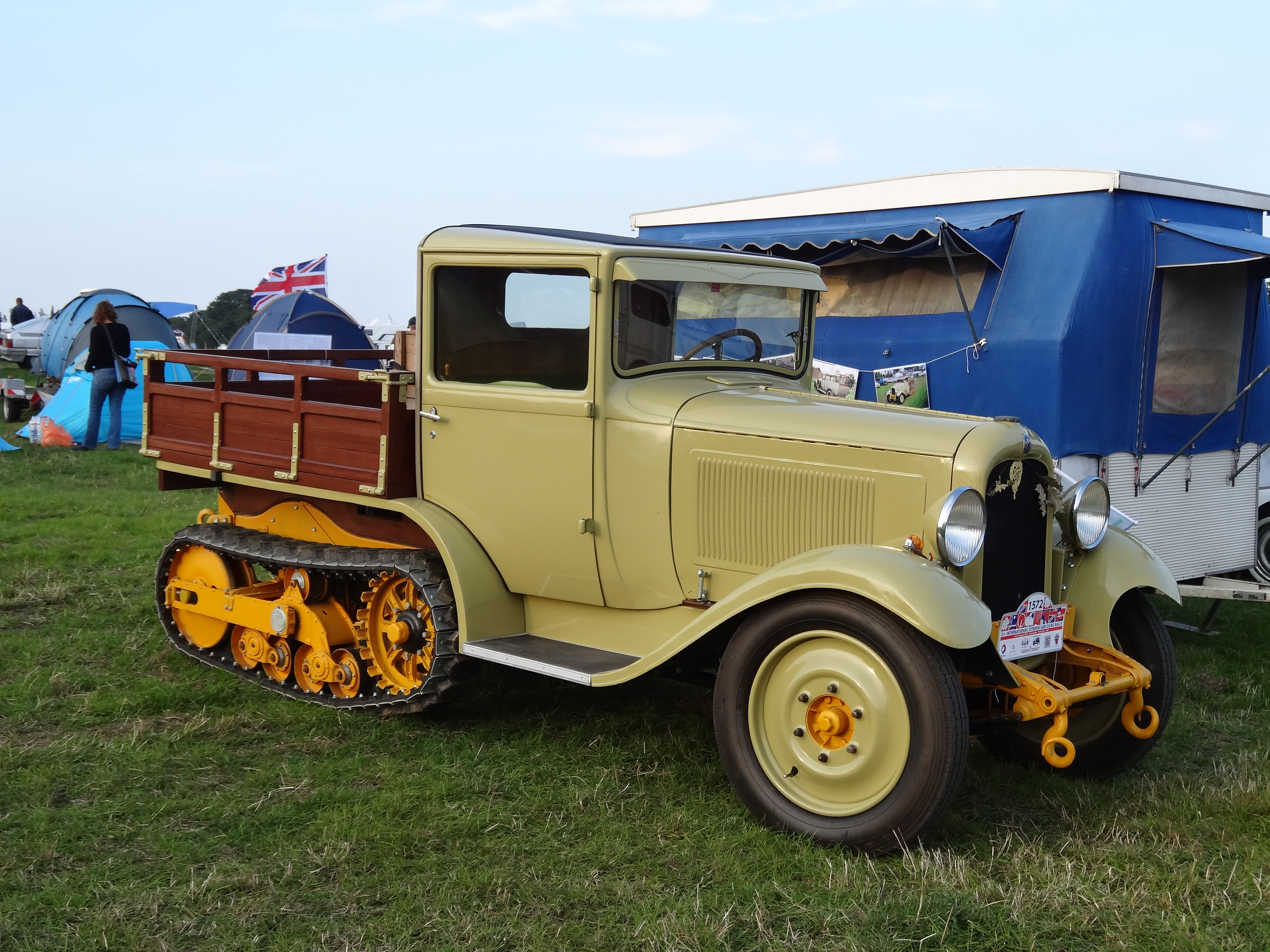
Citroën P17
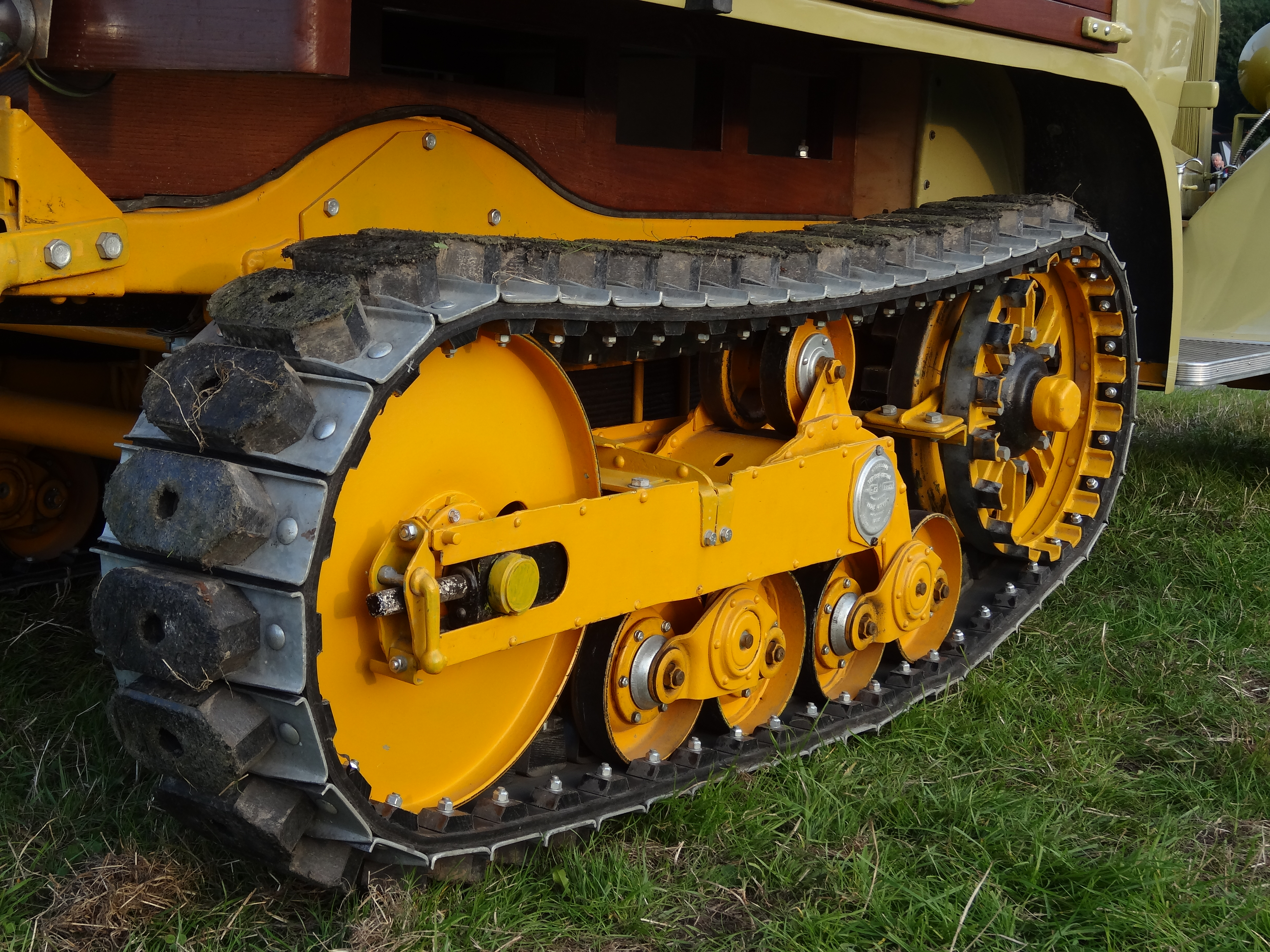
Citroën P17, Blick auf das Laufwerk
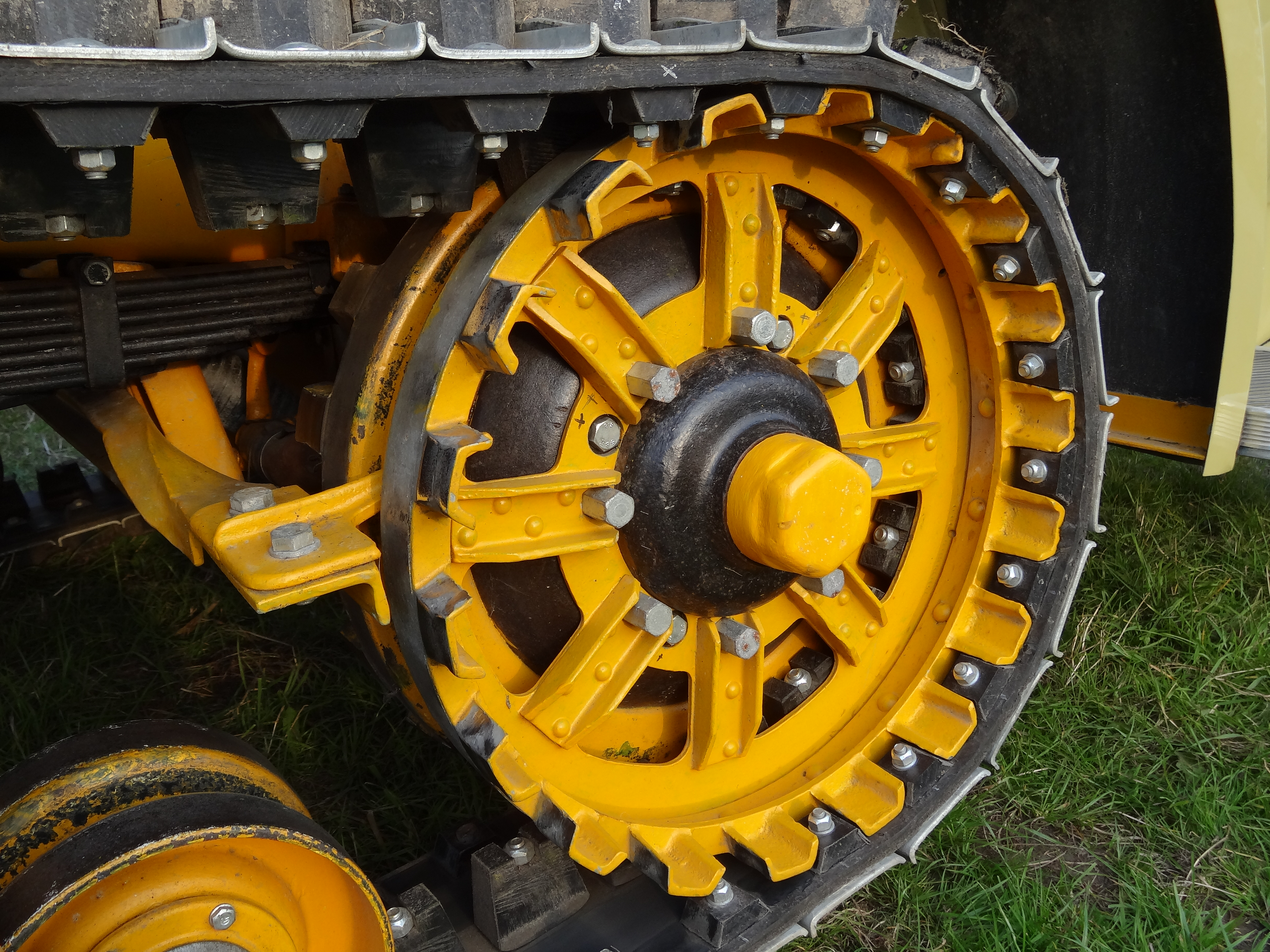
Antriebsrolle
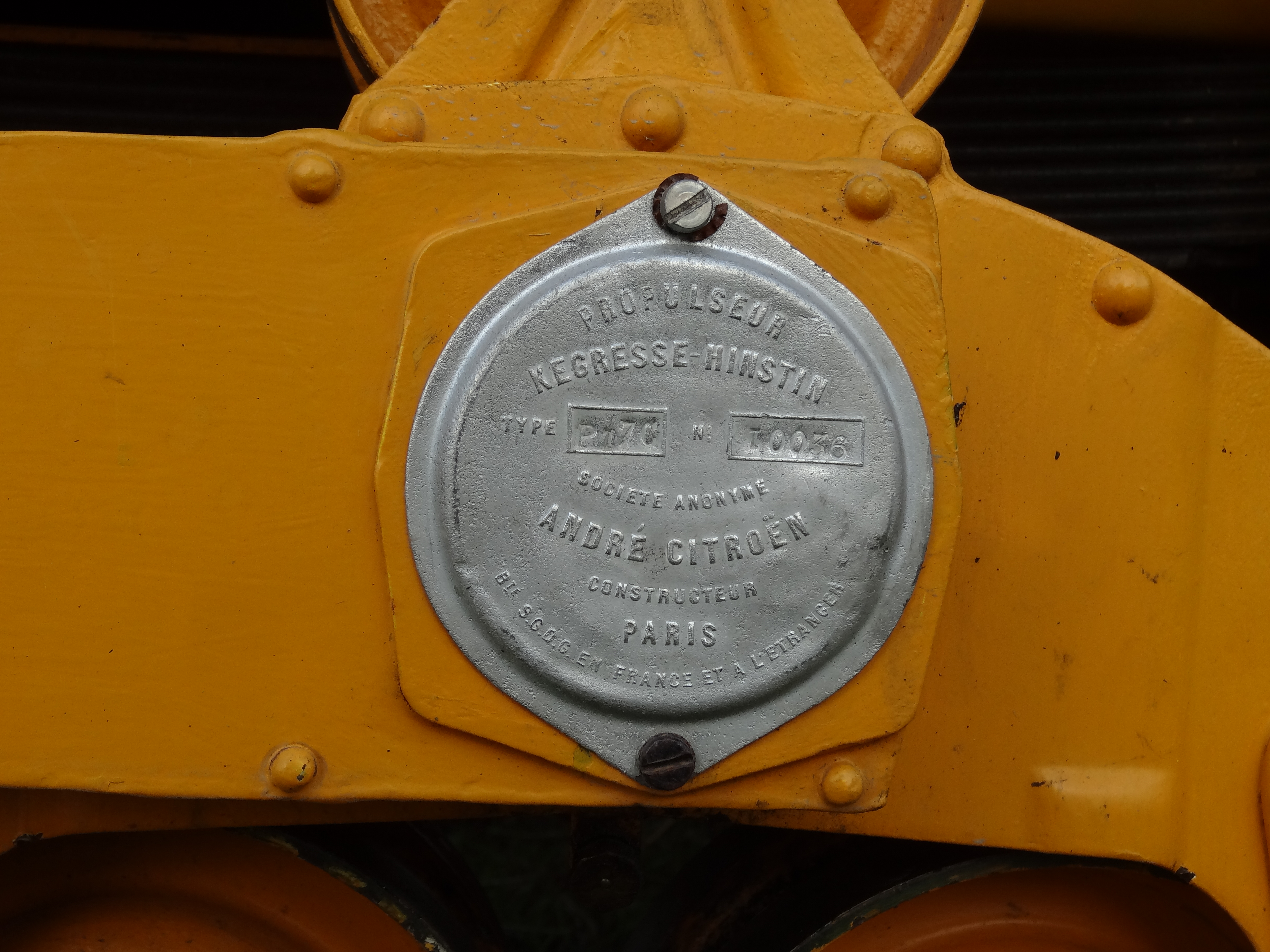
Typschild

## Sonstige Nutzung
Mehrere Citroën-Kégresse P17 nahmen an der Fernfahrt Croisière Jaune vom 4. April 1931 bis zum 12. Februar 1932 und an der Fernfahrt Croisière Blanche vom 4. Juli 1934 bis zum 24. Oktober 1934 in Kanada teil.

## Video
- A.S.P.H.M. (ASSOCIATION DE SAUVEGARDE DU PATRIMOINE HISTORIQUE MILITAIRE), Citroën Kegresse P17-